# Anegada Passage
Anegada Passage – cieśnina w Indiach Zachodnich, łącząca Ocean Atlantycki z Morzem Karaibskim. Ma 79 mil (127 km) szerokości i oddziela Brytyjskie Wyspy Dziewicze (na zachodzie) od Wysp Podwietrznych (na południowym wschodzie). Jest to najgłębsza cieśnina we wschodniej części Karaibów, osiągająca ponad 7550 stóp (2300 m) głębokości. Jest jednym z dwóch miejsc, przez które wody podpowierzchniowe dostają się do Morza Karaibskiego (drugim jest Cieśnina Wiatrów). Cieśnina służy jako droga wodna dla statków płynących z Europy do Kanału Panamskiego.